# Elvira Steppacher
Elvira Steppacher (* 9. November 1963 in Münster-Hiltrup) ist eine deutsche Autorin und frühere Medienmanagerin.

## Werdegang
Elvira Steppacher studierte von 1983 bis 1989 Literaturwissenschaften, Hispanistik, Erziehungswissenschaften und Philosophie in Münster und Santander. Sie wurde 1993 mit einer Dissertation über Sinnlichkeit und Leiblichkeit im Motiv des kranken Erzählers zur Dr. phil. bei Hans Geulen und Helmut Arntzen an der WWU Münster promoviert.
Nach verschiedenen Stationen in Medienunternehmen wurde sie 2002 Geschäftsführerin und Journalistische Direktorin der Katholischen Journalistenschule (ifp) in München. Diese Funktion übte sie bis 2011 aus. Danach arbeitete sie als selbständige journalistische Beraterin.
Seit 2019 ist sie als Prosa- und Lyrik-Autorin tätig. Wiederkehrende Themen in ihren Texten sind Tod, Tiere, Natur, Technik, Kosmos, Sprache.
Ihr Debütroman Von Fall zu Fall – Ein Stundenheft erschien 2022 im Braumüller-Verlag, im Jahr 2024 wurde im selben Verlag der Künstlerinnen-Roman Blösse veröffentlicht, der das Ergebnis eines Werkstipendums des Deutschen Literaturfonds ist. 
Elvira Steppacher veröffentlicht des Weiteren ausgewählte Gedichte und Beiträge in verschiedenen Online-Magazinen (Signaturen) und Zeitschriften (Aviso, Jahrbuch der Lyrik). 2024 erschien im Elif-Verlag der umfangreiche Lyrik- und Essayband Einst werden wir Endlinge sein über die Zumutungen tierlicher Präparate und medial gehypter Tiere. Sie widmet diesen Ikonen Gedichte und gibt der Biografie der Tiere Raum.
Elvira Steppacher tritt u. a. bei Lesungen des Münchner Literaturbüros, im Muffatwerk München, im Berliner Haus für Poesie und am Theater LIX auf. Im Jahr 2025 wurde ihr die vierte Schreibresidenz der Monacensia im Münchner Hildebrandhaus übertragen, dabei befasst sie sich schwerpunktmäßig mit Literatur als „Mustererkennung“.
Sie lebt in München.

## Literarisches Werk
- Von Fall zu Fall – Ein Stundenheft. Braumüller Verlag, Wien 2022, ISBN 978-3-99200-319-8.
- mit Kerstin Kühn u. a.: Lyrikpreis München 2021 – Luthers Beitrag zur Mündigkeit des Menschen und das Krisenbewusstsein unserer Zeit. Aphaia-Verlag, München 2022, ISBN 978-3-946574-24-8.
- Schreiben als Arbeit im Heiligen Feld. W.G. Sebalds autofiktionale Erzählung Campo Santo. In: D. Hauser / R. Felberbaum / K. Wolfinger (Hrsg.): Nebelflecken und das Unbeobachtete. Neue Forschungsansätze zum Werk W. G. Sebalds, Würzburg 2023, S. 197–215. (= Schriftenreihe der Deutschen Sebald Gesellschaft Bd. 2), ISBN 978-3-8260-7167-6.
- Schäfchen im Trockenen. Dolly als Präparat. In: Frankfurter Allgemeine Zeitung, Bilder und Zeiten, 10. Februar 2024.[9]
- Ein Freund in Schwarz. Humboldts Papagei. In: Frankfurter Allgemeine Zeitung, Bilder und Zeiten, 20. April 2024, S. Z 4.[10]
- Blösse. Roman. Braumüller Verlag, Wien 2024, ISBN 978-3-99200-379-2.[11]
- Einst werden wir Endlinge sein, Elif Verlag, Nettetal 2024, ISBN 978-3-946989-86-8.

## Stipendien
2021: Arbeitsstipendium „Junge Kunst und Neue Wege“ der Regierung von Oberbayern
2022/23: Werkstipendium des Deutschen Literaturfonds
2025: Schreib-Residency der Münchner Monacensia, gefördert durch die C.H. Beck Kulturstiftung

## Auszeichnungen
Elvira Steppacher gewann 2021 den mit 4.000 Euro dotierten Jurypreis des Literaturwettbewerbs „Gesund schreiben“ der Wiener Ärztekammer.